# Zaitunia rufa
Espèce
Synonymes
- Filistata rufa Caporiacco, 1934

Zaitunia rufa est une espèce d'araignées aranéomorphes de la famille des Filistatidae.

## Distribution
Cette espèce se rencontre au Pakistan au Khyber Pakhtunkhwa vers Garhi et en Inde au Jammu-et-Cachemire vers Srinagar entre 1 200 et 1 700 m d'altitude,.

## Description
La femelle holotype mesure 2,7 mm.

## Publication originale
- Caporiacco, 1934 : Aracnidi dell'Himalaia e del Karakoram, raccolti della Missione Italiana al Karakoram. Memorie della Società Entomologica Italiana, vol. 13, no 2, p. 113-160.